# Pterolophia andamanica
Pterolophia andamanica är en skalbaggsart som beskrevs av Stephan von Breuning 1938. Pterolophia andamanica ingår i släktet Pterolophia och familjen långhorningar.
Artens utbredningsområde är Myanmar. Inga underarter finns listade i Catalogue of Life.